# Вольфґанґ Майргофер
Вольфґанґ Майргофер (нім. Wolfgang Mayrhofer, 1958) — австрійський яхтсмен.
Срібний призер Олімпійських Ігор 1980 року.